# Hrebinský rajón
Hrebinský rajón (ukrajinsky Гребінківський район) byl rajón v Poltavské oblasti na Ukrajině. Hlavním městem byla Hrebinka a rajón měl přibližně 22 tisíc obyvatel. 

## Sídla v rajónu
- Hrebinka